# Défenseur public
Le défenseur public ou médiateur (en anglais : Public protector ; en afrikaans : Openbare Beskermer) est une institution d'Afrique du Sud, prévue par le chapitre IX de la Constitution. Similaire au rôle d'ombudsman, ce poste a été tenu, tour à tour, par Selby Baqwa (en) (1995-2002), Lawrence Mushwana (2002-2009) puis Thuli Madonsela, nommée en 2009 par le président Jacob Zuma.
Selon Le Monde, « les deux précédents représentants [avaient] brillé par leur inefficacité en raison de leur proximité avec le pouvoir », l'action de Madonsela tranchant ainsi avec eux . En janvier 2008, celle-ci a ainsi contraint à la démission Bheki Cele, le chef de la police sud-africaine, accusé de corruption . Deux ministres ont également été obligés de démissionner, dont Sicelo Shiceka (en) . En Juin 2022, Le president cyril Ramaphosa a suspendu la médiatrice de la République Busisiwe Mkhwebane, nommée à la tête du principal organe chargé de la lutte contre la corruption par l'ex-président Jacob Zuma et régulièrement accusée de partialité.